# Joe Rankin-Costello
Joseph Scott Rankin-Costello (urodzony 26 lipca 1999 w Stockport) – angielski piłkarz występujący na pozycji bocznego obrońcy bądź pomocnika w Blackburn Rovers w EFL Championship.

## Kariera
Rankin-Costello zaczął swoją karierę w Manchesterze United, skąd w 2014 r. przeniósł się do akademii Blackburn Rovers. W sezonie 2015–16 był on kluczową postacią w składzie Rovers, który dotarł do półfinału FA Youth Cup. W styczniu 2017 r. podpisał swój pierwszy profesjonalny, 2,5–letni kontrakt. 
4 października 2017 Rankin-Costello zaliczył swój debiut w drużynie seniorskiej, wchodząc z ławki rezerwowych w meczu EFL Trophy przeciwko Bury zakończonym porażką 1:0. 18 stycznia 2020 zadebiutował w EFL Championship, w zwycięstwie 5:0 przeciwko Sheffield Wednesday. Pierwszego profesjonalnego gola strzelił 29 sierpnia 2020, w zwycięstwie 3:2 nad Doncaster Rovers w Pucharze Ligi Angielskiej.  